# تازه (فیلم ۱۹۹۴)
تازه (به انگلیسی: Fresh) فیلمی است محصول سال ۱۹۹۴ و به کارگردانی بوآز یاکین است. در این فیلم بازیگرانی همچون شان نلسون، ساموئل ال. جکسون، جانکارلو اسپوزیتو، نو باشه رایت، ژان-کلود لامار، ژوزه زونیگا، یول وازکوئز، کورتیس مک‌کلارین، چارلز ملک وایتفیلد، ویکتور گونزالز و گیرمو دیاز ایفای نقش کرده‌اند.